# Postoupení pro nepříslušnost
Postoupení pro nepříslušnost je pojem týkající se správního práva.
Dojde-li podání správnímu orgánu, který není věcně nebo místně příslušný, bezodkladně je usnesením postoupí příslušnému správnímu orgánu a současně o tom uvědomí toho, kdo podání učinil (dále jen "podatel"). Má-li správní orgán, jemuž bylo podání postoupeno, za to, že není věcně nebo místně příslušný, může je usnesením postoupit dalšímu správnímu orgánu nebo vrátit jen se souhlasem svého nadřízeného správního orgánu.
Usnesení vydaná podle tohoto ustanovení se pouze poznamenají do spisu.